# Emma Coradi-Stahl

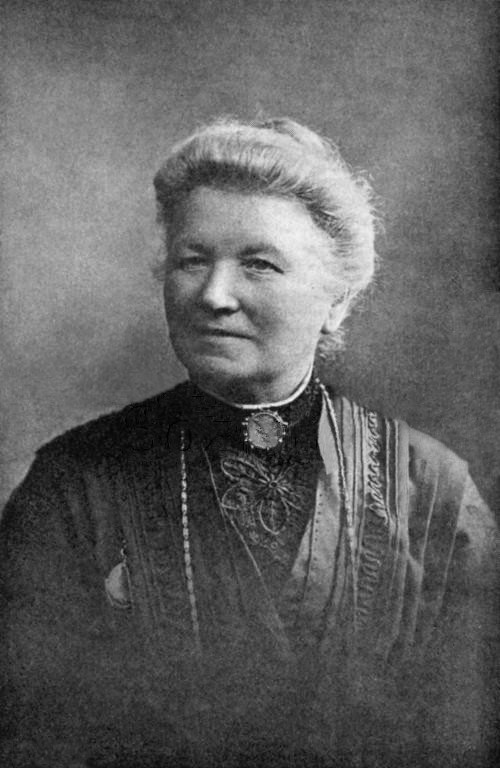
Emma Coradi-Stahl um 1908

Emma Coradi-Stahl (geboren am 9. November 1846 in Sonnenberg, Hefenhofen; gestorben am 8. April 1912 in Zürich) war eine schweizerische, unternehmerisch tätige Aktivistin und Frauenrechtlerin.

## Leben
Sie war die Tochter des Lehrers Jakob Stahl und dessen Frau Karoline, geborene Schoop. Sie wuchs in Dozwil im Kanton Thurgau auf, lernte im Kanton Neuenburg Französisch und machte eine Ausbildung als Textil-Handarbeiterin. 1868 heiratete sie den Lehrer Adam Coradi. Sie trug zuerst mit Heimarbeit zum Familienunterhalt bei und eröffnete 1874 in Aarau ein Stickerei-Geschäft. 
1885 gründete sie den Gemeinnützigen Frauenverein Aarau, um sich aufgrund ihrer eigenen schlechten Erfahrungen für bessere Ausbildungsmöglichkeiten für Frauen in Hauswirtschaft und Gewerbe zu engagieren. Im selben Jahr trat sie dem Schweizer Frauen-Verband (SFV) bei, der ebenfalls 1885 gegründet worden war. Bereits 1888 traten sie und ihre Vorstandskolleginnen Emma Boos-Jegher und Rosina Gschwind-Hofer aus dem SFV aus und gründeten den unpolitischen Dachverband Schweizerischer Gemeinnütziger Frauen (SGF) neu. Auf der Basler Gewerbeausstellung referierte sie als Expertin für Handarbeitsfragen und bat um Unterstützung für ihre Anliegen im Bereich der Frauenbildung.
Vor 1893 war sie mit ihrem Gatten nach Zürich gezogen, wo er auch als Verleger tätig wurde. Über ihn gab sie bis zu ihrem Tod die selbstgegründete Zeitschrift Schweizer Frauenheim heraus und verfasste ferner Bücher über Hauswirtschaft, die in hohen Auflagen gedruckt wurden. 1896 wurde sie vom Bundesrat zur eidgenössischen Expertin und Inspektorin für gewerbliches und hauswirtschaftliches Bildungswesen ernannt und sass fortan im Aufsichtsrat für Fachschulen für Damenschneiderei sowie der Ausbilderkurse. Ferner amtierte sie 1903 bis 1908 als SGF-Leiterin der Sektion Zürich, anschliessend bis 1912 als Präsidentin des Dachverbands SGF. In dieser Funktion nahm sie auch an internationalen Kongressen teil.
Nach ihrem Tod richtete der SGF eine nach ihr benannte soziale Stiftung ein.

## Werke
- Wie Gritli haushalten lernt (1902)
- Gritli in der Küche (1904)
- Gritlis 234 Kochrezepte